# Alcide Herveaux
Alcide Herveaux è un personaggio immaginario del Ciclo di Sookie Stackhouse, una serie di romanzi scritti da Charlaine Harris.
Egli è un lupo mannaro che viene introdotto nel terzo romanzo della serie, Il club dei morti (Club Dead), ed appare nei romanzi successivi.
Nella serie televisiva della HBO True Blood, basata sui romanzi della Harris, Alcide è interpretato dall'attore Joe Manganiello.

## Biografia del personaggio
Alcide viene descritto come un uomo alto, muscoloso, con occhi verdi e capelli neri scompigliati, che gestisce una società di costruzioni a Shreveport assieme al padre. Ha una sorella maggiore, Janice, che gestisce un salone di bellezza.
Il personaggio viene introdotto nel terzo romanzo, Il club dei morti, quando Eric Northman invia Alcide per aiutare Sookie a ritrovare il fidanzato Bill Compton che è stato rapito dalla sua "creatrice" Lorena. Tra Alcide e Sookie nasce improvvisa una forte alchimia, nonostante lui sia ancora emotivamente legato alla sua ex-fidanzata Debbie Pelt (una lince mannara). 
Nel quarto libro, Morto per il mondo, viene rivelato che la sua ex fidanzata, Debbie, ha partecipato alle torture sul vampiro Bill Compton, così Alcide la bandisce per sempre dal branco di Shreveport. Alla fine di questo libro, Sookie uccide Debbie per legittima difesa. Ma Alcide, grazie al suo sviluppato senso dell'olfatto, sente l'odore di Debbie in casa di Sookie ed intuisce la verità.
Nel quinto romanzo, Morto stecchito, Alcide coinvolge Sookie nella battaglia per il ruolo di capo branco tra il padre Jackson e Patrick Furnan. Alcide ha voluto usare le capacità telepatiche dell'amica, perché molti credevano che Patrick Furnan stava barando per ottenere il ruolo di leader. Anche se Patrick è giudicato colpevole di truffa, vince ugualmente, uccide Jackson sotto gli occhi di Alcide e diventa il nuovo capo del branco dei Denti Lunghi. 
Alcide inizia una relazione con la mannara Mariastella Cooper, ma in Di morto in peggio lei viene brutalmente uccisa. Sookie viene a sua volta attaccata da alcuni lupi mannari sconosciuti, responsabili di altri omicidi e sparizioni. Il branco dei Denti Lunghi si divide in due fazioni, accusandosi reciprocamente di questi attacchi, e una guerra tra loro sembra inevitabile. Sookie si assume il ruolo di mediatrice tra questi due gruppi e si scopre che gli omicidi e i rapimenti sono opera di un altro gruppo guidato da Priscilla Hebert, sorella di Patrick Furnan. La battaglia tra i lupi mannari finisce con la morte di Patrick Furnan e la maggior parte del branco di Priscilla. Alcide diventa il leader del branco dei Denti Lunghi.
Nel decimo libro, Morto in famiglia, Alcide ottiene in permesso da Sookie per far cacciare il branco sulla sua proprietà. Diversi giorni dopo viene trovato il corpo senza vita di un lupo mannaro. L'infedele fidanzata di Alcide, Annabelle Bannister confessa di aver avuto una relazione con l'assassinato. Alcide chiede a Sookie di presenziare alle riunioni del branco per trovare il traditore.

## Adattamento televisivo

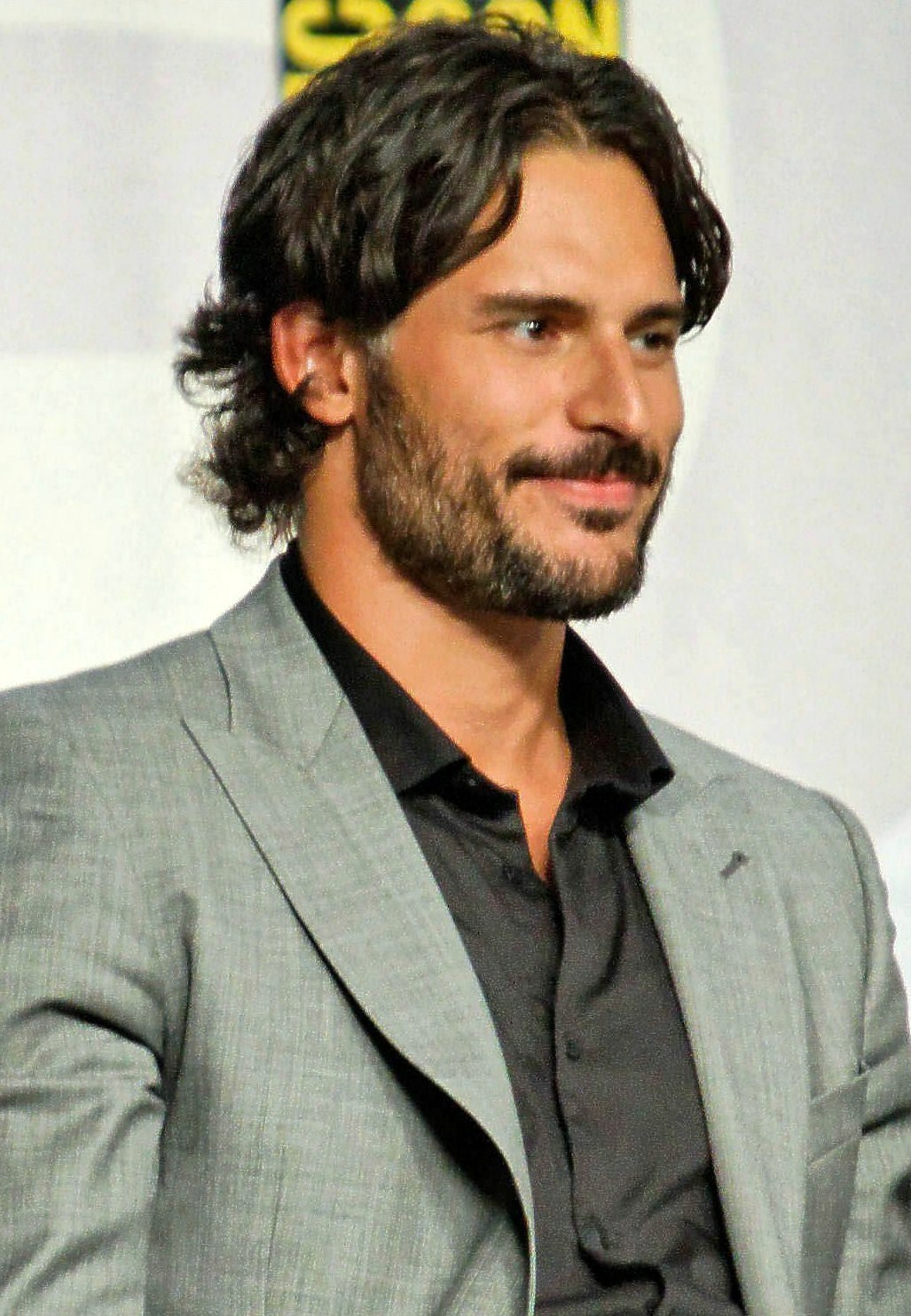
Joe Manganiello interprete di Alcide Herveaux.

Nella serie televisiva della HBO True Blood, basata sui romanzi della Harris, Alcide è interpretato dall'attore statunitense Joe Manganiello. 
Alcide viene introdotto nella terza stagione nell'episodio Nuove alleanze, quando Eric invia Alcide per aiutare Sookie a ritrovare il fidanzato Bill che è stato rapito dalla sua "creatrice" Lorena, come pegno per un vecchio debito. Durante le indagini per ritrovare Bill, Alcide incontra la sua ex fidanzata Debbie, ora dipendente dal V (sangue di vampiro) e amante di Coot, un lupo mannaro leader di un branco alle dipendenze del re vampiro Russell Edgington. Quando Sookie viene tenuta prigioniera nella villa di Edgington, Alcide con l'aiuto di Tara, l'amica di Sookie, riesce a liberare la ragazza, ma durante la fuga vengono fermati da Debbie che loro un'arma da fuoco. Quando Tara riesce ad immobilizzare Debbie, Alcide spara in testa a Coot, sopraggiunto in aiuto dell'amante, proprio sotto gli occhi di Debbie, che giura vendetta contro l'ex fidanzato.
Alla fine della terza stagione Eric chiede nuovamente la collaborazione di Alcide, per aiutarlo nel suo piano di vendetta contro Russel Edgington.
Nelle quarta stagione Alcide riceve la visita di Sookie, che gli chiede il suo aiuto per rintracciare Eric. Sookie rimane sorpresa  quando scopre che Alcide e Debbie si sono riappacificati e vivono assieme, dopo che la ragazza si è disintossicata dal V. Dopo aver aiutato Sookie, Alcide e Debbie entrano a far parte di un nuovo branco, guidato da Marcus.